# Soudé
Soudé es una comuna francesa situada en el departamento de Marne, en la región de Gran Este.

## Demografía
| 234 | 229 | 206 | 182 | 159 | 143 | 166 |
| Para los censos de 1962 a 1999 la población legal corresponde a la población sin duplicidades (Fuente: INSEE [Consultar]) |     |     |     |     |     |     |